# سائمی ناکامورا
سائمی ناکامورا (انگلیسی: Saemi Nakamura؛ زادهٔ) یک هنرپیشه اهل ایالات متحده آمریکا است.
او در فیلم بارش برف روی سروها بازی کرده‌است.